# Jamie Delano
Jamie Delano (Northampton, 1954) è un fumettista britannico. Ha fatto parte della prima invasione britannica di scrittori di fumetti post-Alan Moore. È meglio conosciuto per essere stato il primo scrittore della serie di fumetti Hellblazer, che ha come protagonista John Constantine.

## Carriera
Jamie Delano fu selezionato attentamente da Alan Moore per continuare a dar vita a John Constantine, che in origine era un personaggio secondario introdotto all'interno del rivoluzionario fumetto di Moore Swamp Thing. Delano stabilì le caratteristiche del personaggio da sé, aggiungendo a quello che era stato nelle mani di Moore, una figura più misteriosa e ironica. Fu lo stesso Delano che decise di far stabilire saldamente il personaggio a Londra, mentre Moore (ed in seguito Veitch) preferiva presentarlo mentre viaggiava virtualmente in ogni posto a piacere. Il Constantine di Delano è fatto di carne e ossa, non usa mai la magia quando può usare l'inganno, è spesso ubriaco, depresso e sballato, e tormentato dall'aver accidentalmente condannato una piccola bambina di nome Astra all'Inferno.
L'approccio di Delano deve molto all'operato calmo, freddo ma brutale della "nuova ondata" di scrittori britannici come Ramsey Campbell e James Graham Ballard ed è questo tono che gli scrittori successivi o hanno adottato o hanno rifiutato violentemente. Questo rende inoltre Delano lo scrittore principale della Vertigo, visto che Hellblazer è spesso considerato come il titolo più importante della compagnia. Delano ha anche stabilito la storia del personaggio – e quello della sua famiglia – andando a ritroso fino al tempo di Re Artù in una delle storie di Constantine più emblematiche, The Bloody Saint (1989), disegnata da Bryan Talbot. Molto della sua versione di Constantine è stata alla base del film del 2005 Constantine.
La maggior parte dei suoi lavori da quando ha lasciato il fumetto nelle mani di Garth Ennis (nonostante sia ritornato sul personaggio più volte) sono stati per la DC Comics/Vertigo e sono trattamenti radicali di personaggi già affermati e lavori più mirati e politici.
Molto dell'opera spesso ironicamente arguta di Delano condivide le inquietudini con quelle di molti altri scrittori di fumetti britannici come Pat Mills, e può essere descritta come fantascienza, o horror, ma spesso è una miscela di questi che viene usata allegoricamente. Nella sua idea di trasformazione dei corpi e delle culture, attraverso la psichedelia, la cospirazione, o la scienza, i suoi lavori rassomigliano molto a quelli di David Cronenberg ed altri, come Ghostdancing o Animal Man, hanno ricevuto molta influenza da Carlos Castaneda e da Jim Morrison.
I soggetti frequenti nei suoi lavori sono la guerra tra i sessi (World without End), imperialismo e genocidio (Ghostdancing), e il crollo ambientale e culturale (2020 Visions, Animal Man). Delano viene considerato da molti come il più prolifico, il più fondamentale ma troppo spesso ignorato tra i creatori; alcuni sono pronti a sostenere anche che solamente l'influenza di Alan Moore è stata più importante.